# Ślub (powieść Ismaila Kadare)
Ślub (alb. Dasma) – powieść albańskiego pisarza Ismaila Kadare. Po raz pierwszy została wydana w roku 1968, nakładem wydawnictwa Naim Frashëri. 

## Fabuła
Akcja powieści rozgrywa się współcześnie, w czasie rewolucji kulturalnej, której doświadcza Albania w drugiej połowie lat 60. Bohaterką jest Katrina, młoda robotnica, zwolenniczka emancypacji kobiet. W przeciwieństwie do zacofanego ojca, myślącego tradycyjnymi kategoriami, Katrina chce się dalej kształcić i pracować w odległym zakątku Albanii, dokąd skieruje ją partia.
Powieść stała się w 1968 przedmiotem dyskusji na forum Związku Literatów i Artystów Albanii. Poddał ją krytyce Bilal Xhaferri, za co został usunięty ze Związku i internowany.

## Wybrane przekłady powieści
- 1968: The Wedding (ang. tłum. Ali Cungu), wyd. Tirana
- 1972: Bryllupet (norw. tłum. Torstein Bugge Høverstad), wyd. Oslo
- 1976: Düğün (tur. tłum. Celâl Üstel), wyd. Stambuł
- 1976: Bröllopet (szw. tłum. Lars Åke Augustsson), wyd. Sztokholm
- 1977: Die Hochzeit (niem. tłum. E. Ulbrich), wyd. Marburg
- 1979: De bruiloft (niderl. tłum. Joost Bollinger), wyd. Rotterdam